# Luk D'Heu
Luk D'Heu (Lier, 11 mei 1944) is een Vlaams acteur, woonachtig te Belsele.

## Loopbaan
In het theater was D'Heu met het NTG-ensemble te zien met onder andere Midzomernachtsdroom of met Het Toneelhuis in Nacht, de Moeder van de Dag en Asem. In een aantal televisieseries zette hij vooral komische rollen neer, zoals in Raf en Ronny III, De vloek van Vlimovost, Grappa of F.C. De Kampioenen, maar hij speelde ook enkele jaren als Gustaaf Janssens in Familie. D'Heu is ook actief als kunstschilder en beeldhouwer. Hij heeft twee dochters. Zijn dochter Fien is gehuwd met acteur Geert Hunaerts. Samen hebben ze twee kinderen.
Hij is medestichter van de Lierse Steinerschool De Sterrendaalders.

## Hoofdrollen (televisie)
- Editie (1995) - als Jef
- Terug naar Oosterdonk (1997) - als Peer
- Diamant (1997) - als Sidi Gamal
- Spike (2000) - als Neptunus
- Raf en Ronny III (2001) - als Willy/Sint-Pieter
- Kijk eens op de doos (2002)
- Familie (2003-2006) - als Gustaaf Janssens
- De vloek van Vlimovost (2004)
- Grappa (2006, 2008) - als Eddy

## Gastrollen (televisie)
- Barend is weer bezig (1973) - als artiest
- Langs de Kade (1988)
- Meester, hij begint weer! (1990) - als die met zijn koeien
- Alfa Papa Tango (1991)
- Ramona (1991) - als bloemist
- De bossen van Vlaanderen (1991) - als cafébaas
- Familie (1992) - als Stavros
- De Kotmadam (1992) - als Mon Dekeyzer
- De gouden jaren (1993) - als Piet Klein
- Bex & Blanche (1993) - als eigenaar van een transportbedrijf
- Chez Bompa Lawijt (1994) - als Gustav Nabarro
- De Kotmadam (1994) - als stratenmaker
- Buiten De Zone (1994) - als dief
- Buiten De Zone (1994) - als uitvinder van het woordenboek
- Buiten De Zone (1994) - als Burglar
- Buiten De Zone (1994) - als patiënt
- De Kotmadam (1996) - als Omer Vranckx
- Buiten De Zone (1994) - als Jos
- Heterdaad (1996) - als Stassart
- Thuis (1996) - als deurwaarder Mertens
- Kulderzipken (1997) - als viking
- Windkracht 10 (1998) - als Franse stuurman
- Het Peulengaleis (1999)
- 2 Straten verder (1999) - verschillende rollen
- W817 (1999, 2000, 2001, 2003) - als Norbert De Clerck
- Brussel Nieuwsstraat (2000)
- Fort Boyard (2000) - als wijze man
- Veel geluk, professor! (2001)
- Liefde & geluk (2001) - als Jean-Luc Bertrand
- Chris & Co (2001) - als deelnemer van Expeditie Robinson
- Recht op Recht (2002) - als Jacky Lambermont
- Dennis (2002) - als Lucas Blijlevens
- Spoed (2002) - als Frans Herregodts
- Sedes & Belli (2002, 2003) - als Theo Belli
- De keuze van de kijker (2003)
- Lili en Marleen (2003) - als restaurantuitbater
- Verschoten & Zoon (2003) - als Fonne
- F.C. De Kampioenen (2003-2011) - als burgemeester Freddy Van Overloop
- Rupel (2004) - als Swa
- Samson en Gert (2004) - als boer Teun
- De Wet volgens Milo (2005) - als advocaat
- Spoed (2007) - als imker
- Mega Mindy (2007) - als Charel Slim
- Kinderen van Dewindt (2007) - als Hans
- Samson & Gert: De Kerstwens (2008) - als grootoom Jan
- LouisLouise (2009) - als Rustafa
- Zonde van de zendtijd (2010) - als man met aambeien
- Amika (2011) - als zadeleigenaar
- Ella (2011) - als burgemeester
- Bergica (2012)
- Crimi Clowns (2014, 2017) - als Eisenstein
- Niko op de Vlucht (2016) - als Pierre
- Gina & Chantal (2019) - als schipper
- Influencers (2020) - als Roger
- F.C. De Kampioenen: Kerstspecial (2020) - als burgemeester Freddy Van Overloop
- Kids on the Block (2023) - als kermisdirecteur
- Onderhuids (2023) - als dr. Vermeersch

## Films
- Dilemma (1990) - als Julien
- Daens (1992) - als dokter Claus
- Just Friends (1993) - als contremaître
- Elixir d'Anvers (1996) - als Manasse
- Max (1994) - als klant
- She Good Fighter (1995) - als Johnny Boeykens
- Face (1995) - als Igor
- Mexico ofzo (1996)
- Alles moet weg (1996) - als verhuizer
- Left Luggage (1998) - als restauranteigenaar
- Het paradijs (1998) - als agent
- Shades (1999) - Van Riet
- Blinker (1999) - als boswachter Ward
- De Feniks (1999)
- Vlaamse primitieven (1999)
- Blinker en het Bagbag-juweel (2000) - als boswachter Ward
- Op het randje... (2002) - als Sylvain
- Kassablanka (2002) - als dronken man
- Dju! (2002)
- Rêverie (2003) - als schaker
- Villa de Ves (2004) - als Jan
- Sed Leks (2004) - als Leo De Rijger
- Knetter (2005) - als brandweercommandant
- 'n Beetje Verliefd (2006) - als Jeff
- Mr. Bean's Holiday (2007) - als man op motorfiets
- Allez, Eddy! (2012) - als raketman
- Flits & het magische huis (2013) - als Laurens (stem)
- F.C. De Kampioenen 2: Jubilee General (2015) - als burgemeester Freddy Van Overloop
- F.C. De Kampioenen 3: Forever (2017) - als burgemeester Freddy Van Overloop
- F.C. De Kampioenen 4: Viva Boma! (2019) - als burgemeester Freddy Van Overloop

## Trivia
- Luk D'Heu werd in 2004 in Antwerpen verkozen tot Snor van 't Stad door de Snorrenclub Antwerpen. Hij volgde met die titel onder andere Erwin Pairon, Bob Cools en Julien Vrebos op.